# Alive in Studio A
Alive in Studio A es un álbum de heavy metal publicado en 1995 por el cantante británico Bruce Dickinson.
El disco consta de versiones en vivo de canciones de los discos Tattooed Millionaire y Balls to Picasso. El primer disco fue originalmente pensado como una sesión para ser tocada en directo en una estación radial de los Estados Unidos, y el segundo, está compuesto de material en vivo de una presentación en el club The Marquee.

## Lista de canciones

### Disco Uno: Alive In Studio A
1. "Cyclops"
2. "Shoot All The Clowns"
3. "Son Of A Gun"
4. "Tears of the Dragon"
5. "1000 Points Of Light"
6. "Sacred Cowboys"
7. "Tattooed Millionaire"
8. "Born In '58"
9. "Fire"
10. "Change Of Heart"
11. "Hell No"
12. "Laughing In The Hiding Bush"

### Disco Dos: Alive At The Marquee
1. "Cyclops"
2. "1000 Points Of Light"
3. "Born in '58"
4. "Gods Of War"
5. "Change Of Heart"
6. "Laughing In The Hiding Bush"
7. "Hell No"
8. "Tears of the Dragon"
9. "Shoot All The Clowns
10. "Sacred Cowboys"
11. "Son Of A Gun"
12. "Tattooed Millionaire"

## Personal
- Bruce Dickinson - Voz
- Alex Dickson - Guitarra
- Chris Dale - Bajo
- Alessandro Elena - Batería